# 井上堯之
井上 堯之（いのうえ たかゆき、1941年3月15日 - 2018年5月2日）は、日本のギタリスト・作曲家・歌手・音楽プロデューサー。本名は同じ。別名は井上 孝之。愛称はイノヤン。兵庫県神戸市出身。

## 来歴
兵庫県立星陵高等学校卒業後は、滝の茶屋駅前の「すしひろ」で板前だったが、TVのオーディション番組をきっかけに、歌の世界に入る。
ザ・スパイダース結成時代は、「スリージェット」という3人組のコーラス&ダンスグループの一員として活躍したが、リバプールサウンド編成に伴い、ギターを独学し、ボーカルと、リード・ギターを担当するまでになった。ザ・スパイダース時代は井上 孝之と名乗っていた。
1970年のザ・スパイダース解散後、1971年にPYGに参加し、「花・太陽・雨」「自由に歩いて愛して」などを作曲した。1972年以降、井上堯之バンドを率いて沢田研二のバックバンドとしての活動の他、PYGボーカルの萩原健一が出演したテレビドラマ『太陽にほえろ!』（作曲：大野克夫）、『傷だらけの天使』、「前略おふくろ様」や、西城秀樹も出演した『寺内貫太郎一家』、沢田研二主演『悪魔のようなあいつ』の音楽を担当。映画では「青春の蹉跌」「炎の肖像」「雨のアムステルダム」「太陽を盗んだ男」などの音楽を担当。1986年の映画『火宅の人』では第10回日本アカデミー賞最優秀音楽賞を受賞、1987年には作曲した「愚か者」（歌：近藤真彦）が「第29回日本レコード大賞」を受賞した。
1975年、個人事務所「ウォーターエンタープライズ」を設立し、音楽プロデューサーとしてHOUND DOGや佐藤隆のデビュー初期を支えていた。
1990年には演劇『マランドロ』、1999年12月には『ザ・ロッキーホラーショー』といったミュージカルの音楽監督もつとめた。1993年、大人のロックを目指すべく宇崎竜童 & RUコネクション with 井上堯之を結成したが、1998年に活動休止。
1999年にはザ・スパイダースのメンバーだった堺正章とかまやつひろしの2人と音楽カルテット・ソン・フィルトルを結成し、CDリリースとライブ活動を皮切りに、年末にはオリジナル曲「Yei Yei」で第50回NHK紅白歌合戦に出場。
井上堯之AGとして3人編成で活動、八ヶ岳での恒例ライブも行っていた。2003年12月19日にはギター教本を上梓、ライブ・作曲・編曲を中心にソロ活動に固執せず、数々のユニットにも参加していた。
俳優としても2005年には映画『カーテンコール』に安川修平役として出演し、この役で全国映連賞（映画鑑賞団体全国連絡会議主催）男優賞を受賞した。2006年には『呉清源〜極みの棋譜〜』に本因坊秀哉役で出演した。
2009年1月6日、公式サイトにてミュージシャンとしての現役活動から引退することを表明した。引退の理由としては音楽活動に不完全感を抱いていたこと、更に最近になって肺気腫に罹患し、今後活動を続けることが困難になるであろうことが理由の一つとする報道もなされた。病状については現在はまだ自覚症状はなく、音楽活動をするには支障のない程度だったという。現役引退後、2009年1月から2010年6月にかけて北海道小樽市に転住して現地通所リハビリテーション施設にボランティアとして勤務のかたわら、リハビリ施設や周辺各地のイベントなどで演奏活動を行った。その後東京に戻り療養を続けるなか年に数回程度のソロライブ等、童謡のアルバム発表などマイペースな活動を続け、2016年4月には最新録音技術の波動録音方式（波面合成法〈英語版〉）で過去の楽曲を中心に新録の『The Guitar』を発表している。
2018年5月2日、敗血症のため死去。享年77歳。最後に公の場に姿を現したのは奇しくも死去1年前の2017年5月2日に開かれた、ザ・スパイダース時代の同僚・かまやつひろしのお別れの会であった。

## 人物
趣味は自動車で、「La Fest a Mille Miglia 2000」に「アルファ・ロメオ・ジュリエッタ・スパイダー1956」で出場、「La Fest a Mille Miglia 2003」では、親友・堺正章と共に「MASERATI 150S」で出場した。
2005年1月には自叙伝『スパイダースありがとう!』を著した。
長男・井上恭太は元新派俳優（1974年5月18日 - 、1995年～2014年在籍、波乃久里子門下）、次男・井上慶太は元ギタリスト、アートディレクター。2014年、二人で東京・代々木に輸入ポスター専門店「ナップフォード・ポスター・マーケット」をオープンさせた。

## ディスコグラフィ
※ザ・スパイダース、PYG、井上堯之バンド（1997年版を除く）、宇崎竜童 & RUコネクション with 井上堯之、ソン・フィルトルは各リンク先を参照

### シングル
| 発売日                           | 面                   | タイトル                 | 規格                 | 規格品番             |
| Warner Bros. Records             | Warner Bros. Records | Warner Bros. Records     | Warner Bros. Records | Warner Bros. Records |
| -------------------------------- | -------------------- | ------------------------ | -------------------- | -------------------- |
| 1976年9月25日                    | A                    | 一人 I Stand Alone       | EP                   | K-1A                 |
| 1976年9月25日                    | B                    | Just A Man               | EP                   | K-1A                 |
| 1977年                           | A                    | ラ・ガール－駅－         | EP                   | K-7A                 |
| 1977年                           | B                    | セコハン・カー           | EP                   | K-7A                 |
| 1978年5月                        | A                    | 終りのない旅 Endless Way | EP                   | K-12W                |
| 1978年5月                        | B                    | Coda (Inst.)             | EP                   | K-12W                |
| 1979年11月                       | A                    | ドリーマー DREAMER       | EP                   | K-21                 |
| 1979年11月                       | B                    | 終りのない旅 ENDLESS WAY | EP                   | K-21                 |
| EPIC・ソニー                     |                      |                          |                      |                      |
| 1978年9月                        | A                    | LOVEとけあってひとつ     | EP                   | 07･5H-70             |
| 1978年9月                        | B                    | SHOOTING                 | EP                   | 07･5H-70             |
| 1981年7月21日                    | A                    | Give Me Some Lovin'      | EP                   | 07･5H-86             |
| 1981年7月21日                    | B                    | Everlasting Love         | EP                   | 07･5H-86             |
| Amix Records/NEW VINTAGE RECORDS |                      |                          |                      |                      |
| 2007年11月5日                    | 1                    | いのちの花               | CD                   | MW-7001              |
| 2007年11月5日                    | 2                    | いのちの花（カラオケ）   | CD                   | MW-7001              |

企画シングル
| #                              | 発売日        | タイトル | 収録曲                                     | レーベル   | 規格 | 規格品番   | 備考                                                     |
| ------------------------------ | ------------- | -------- | ------------------------------------------ | ---------- | ---- | ---------- | -------------------------------------------------------- |
| 1                              | 2001年3月15日 | IT革命   | 全2曲 \| 1. 歓 -PLEASURE- 2. ありがとう \| | it records | CD   | IT-2001315 | 還暦祝返礼品 400枚 シリアル・ナンバー＆サイン入り 非売品 |
| 1. 歓 -PLEASURE- 2. ありがとう |               |          |                                            |            |      |            |                                                          |

### アルバム

#### オリジナル・アルバム
| A面 1. 一人 (I STAND ALONE) 2. チンチン電車 3. 息子よ 4. JUST A MAN (DEDICATED TO KENJI SAWADA) B面 1. DREAMER 2. JUST AT THE RIGHT TIME 3. 厭世歌 4. さよならログ・キャビン |

| A面 1. SECOND HAND CAR 2. LA GARE (駅) 3. PURE LAND (浄土) 4. INSTANT PARTY 5. TEACHER'S LOVE B面 1. A BRAN-NEW DAY 2. いま一度 3. 歌えない鳥 4. 陽だまり 5. GOOD NIGHT DEAR LITTLE SWEET HEART |

| A面 1. 歌わない男 2. どうしようもないよ 3. 友からの手紙 4. トオルちゃん 5. ひとり祭り B面 1. テンダー・ナイト 2. 循環 3. 少しはお前に 4. お元気ですか 5. 帰ってくれ |

| A面 1. WALKING WITH MICK 2. GIVE ME SOME LOVIN' 3. IT'S NEVER TOO LATE TO TRY AGAIN (だから……今) 4. EVERLASTING LOVE (永遠の愛に) B面 1. YORKSHIRE PUDDING 2. ASCOT PARK 3. JOURNEY OF LIFE (夢) 4. LOVE IS ONE (LOVEとけあってひとつ) |

| A面 1. WATER BAND WAGON 2. 君さえいれば 3. 遣唐使 4. ポール・ニューマンのように 5. 風のささやき B面 1. PEACE AND LOVE 2. 笑顔 3. パパ・ロックンロール 4. ミクロの世界 5. 希望 |

| 1. 流浪の民 2. 陰と陽 3. 循環 4. この悲しみよ |

| 1. I'm in love with you 2. To Tell The Truth 3. 循環 4. Diamond Drop 5. Wind Road 6. Night Fall |

| 1. 魂の約束 2. Everlasting Love 3. Open Your Eyes 4. We,Us 5. Tender Night 6. 神、在りてこそ 7. 希望 |

| 1. 悲しくてやりきれない 2. 旧友 3. 愚か者 4. I STAND ALONE/一人 5. I'm in love with you 6. 見上げてごらん夜の星を 7. We,Us 8. Open Your Eyes 9. To Tell The Truth 10. いつでも夢を 11. 花・太陽・雨 12. Stand By Me 13. 愚かだね 14. EVERLASTING LOVE |

| 1. 赤とんぼ 2. 里の秋 3. 仰げば尊し 4. 雨降りお月 5. 夕焼小焼 6. 叱られて 7. 七つの子 8. 故郷 9. 蛍の光 10. 宵待草 11. 茶摘 12. 荒城の月 13. 月の沙漠 |

| 1. Diamond Drop（4:23） 2. Wind Road（4:18） 3. YAMASHITA II（4:41） 4. 花・太陽・雨（5:21） 5. 街角・パントマイマー（3:47） 6. Journey of Life（3:37） 7. Bossa II（4:58） 8. 奴らのロックンロール（4:40） 9. 青春の蹉跌（3:58） 10. 泣きぬれて恋をして（3:31）(ボーナス・トラック) |

| 1. Days of Blues（5:20） 2. 雨のアムステルダム（4:14） 3. 小鳥たち（4:08） 4. 流浪の民（4:08） 5. To Tell the Truth（5:17） 6. 子猫のポルカ（3:05） 7. I Stand Alone/一人（4:07） 8. 花・太陽・雨 (別バージョン)（4:47） 9. SAWA～水辺にて～（4:37） 10. Night Fall（3:45） |

| 1. I Stand Alone/一人 (参考演奏) 2. I Stand Alone/一人 (ギター伴奏) 3. お元気ですか (参考演奏) 4. お元気ですか (ギター伴奏) 5. Days of Blues (参考演奏) 6. Days of Blues (ギター伴奏) 7. 自由に歩いて愛して (参考演奏) 8. 自由に歩いて愛して (ギター伴奏) 9. 青春の蹉跌 (参考演奏) 10. 青春の蹉跌 (ギター伴奏) 11. 花・太陽・雨 (参考演奏) 12. 花・太陽・雨 (ギター伴奏) |

#### ライブ・アルバム
| Disc 1 1. 愚か者よ 2. 希望 3. Yei Yei 4. 花・太陽・雨 5. いま一度 6. 循環 7. 小鳥たち 8. 青空さよなら Disc 2 1. SAWA・水辺にて 2. 街角、パントマイマー 3. 流浪の民 4. この悲しみよ 5. Wind Road 6. I'm In Love With You 7. To Tell The Truth 8. 愚かだね 9. Tender Night |

| 1. 歌わない男 2. Back to Bach 3. 雨のアムステルダム 4. 朝に祈る 5. 奴らのロックンロール 6. I Stand Alone/一人 7. 循環 8. 愚かだね 9. お元気ですか 10. 愚か者よ 11. Bossa II 12. 海鳴り 13. Night Fall・ 14. Journey of Life (Encore) |

DVD
| # | 発売日         | タイトル       | 収録曲 | レーベル     | 規格 | 規格品番  | 備考                                    |
| --- | -------------- | -------------- | --- | ------------ | ---- | --------- | --------------------------------------- |
| 1 | 2018年12月19日 | ALL ALONE 2015 | 全13曲 \| 1. 愚かだね 2. テンダー・ナイト 3. Diamond Drop 4. 街角パントマイマー 5. Everlasting Love 6. 花・太陽・雨 7. Wind Road 8. Gray 9. YAMASHITA II 10. 奴らのロックンロール 11. 愚か者よ 12. しょうがねえなア 13. 青春の蹉跌 (アンコール) \| | Amix Records | DVD  | V-1511038 | 2015年11月23日、西荻窪「TERRA」で収録。 |
| 1. 愚かだね 2. テンダー・ナイト 3. Diamond Drop 4. 街角パントマイマー 5. Everlasting Love 6. 花・太陽・雨 7. Wind Road 8. Gray 9. YAMASHITA II 10. 奴らのロックンロール 11. 愚か者よ 12. しょうがねえなア 13. 青春の蹉跌 (アンコール) |                |                | |              |      |           |                                         |

オムニバス CD・DVD
| 井上堯之 with friends Disc 2 07. I Stand Alone (一人) 08. 傷だらけの友情 09. ゴロワーズを吸ったことがあるかい |

| 井上堯之 with friends Disc 2 01. Days of Blues 02. Diamond Drop 03. 傷だらけの友情 04. ゴロワーズを吸ったことがあるかい 05. バン バン バン |

#### サウンドトラック
| 発売日         | タイトル | レーベル          | 規格   | 規格品番   |
| -------------- | --- | ----------------- | ------ | ---------- |
| 1999年6月23日  | 「居酒屋兆治」オリジナル・サウンドトラック 1. タイトルバック 2. 火事のさよ 3. サイレントコール 4. 嘆きのさよ 5. しんみり兆治 6. 雨のふたり 7. 哀れなさよ 8. 休日 9. 友情のテーマ 10. 雨のふたり 11. サリー 12. 見果てぬ夢 13. 子守唄 14. わたしはキングコング 15. そんな自分がたまらなく 16. さよの死 17. 兆治その胸中 18. 時代おくれの酒場 | NIHON SOFTSERVICE | CD     | CPC8-3023  |
| 2001年10月24日 | 「居酒屋兆治」オリジナル・サウンドトラック 1. タイトルバック 2. 火事のさよ 3. サイレントコール 4. 嘆きのさよ 5. しんみり兆治 6. 雨のふたり 7. 哀れなさよ 8. 休日 9. 友情のテーマ 10. 雨のふたり 11. サリー 12. 見果てぬ夢 13. 子守唄 14. わたしはキングコング 15. そんな自分がたまらなく 16. さよの死 17. 兆治その胸中 18. 時代おくれの酒場 | NIHON SOFTSERVICE | CD     | CPC8-3046  |
| 2009年3月6日   | 映画音楽の世界 雨のアムステルダム－青春の蹉跌・蔵王絶唱－ 1. 雨のアムステルダムのテーマ-1 2. 雨のサスペンス 3. 明(めい)のテーマ 4. 雨のアムステルダムのテーマ-2 5. 愛のテーマ-1 6. 市場の朝 7. 愛のテーマ-2 8. 雨のアムステルダムのテーマ-3 9. 「青春の蹉跌より」ローラースケート 10. 蔵王絶唱のテーマ 11. 明(めい)のテーマ-2 12. 悪友 13. ジューク・ボックス 14. 青春の蹉跌のテーマ | 富士キネマ        | CD     | FJCM-2     |
| 2009年3月6日   | アフリカの光 愛・青春・海 1. 1円玉はもういらない（1:53） 2. アフリカの光 メインテーマ Part1（1:01） 3. ふたり Part1（1:54） 4. (憧れのハワイ航路) （0:18 ） 5. 流氷の彼方へ（0:49） 6. ふたり Part2（2:32） 7. 順のテーマ Part1（3:12） 8. 順のテーマ Part2（1:40） 9. (河内音頭)（0:42） 10. 悲しみにつつまれて（1:48） 11. メインテーマ Part2（3:25） 12. アフリカの光 メインテーマ Part3（4:36） 13. 順のテーマ Part3（1:04） 14. ふじ子（1:44） 15. 順のテーマ Part4（3:42） 16. 船上の男たち（1:43） 17. 1円玉はもういらない（3:17） | 富士キネマ        | CD     | FJCM-3     |
| 2017年9月13日  | アフリカの光 愛・青春・海 1. 1円玉はもういらない（1:53） 2. アフリカの光 メインテーマ Part1（1:01） 3. ふたり Part1（1:54） 4. (憧れのハワイ航路) （0:18 ） 5. 流氷の彼方へ（0:49） 6. ふたり Part2（2:32） 7. 順のテーマ Part1（3:12） 8. 順のテーマ Part2（1:40） 9. (河内音頭)（0:42） 10. 悲しみにつつまれて（1:48） 11. メインテーマ Part2（3:25） 12. アフリカの光 メインテーマ Part3（4:36） 13. 順のテーマ Part3（1:04） 14. ふじ子（1:44） 15. 順のテーマ Part4（3:42） 16. 船上の男たち（1:43） 17. 1円玉はもういらない（3:17） | Warner Music      | SHM-CD | WPCL-12737 |
| 2011年12月21日 | 遠雷 オリジナル・サウンドトラック 1. トマトハウスI 2. 遠雷メインタイトル 3. 赤い髪の女 4. 銀色のビニールハウス 5. プロポーズ 6. 幼友達 7. トマトマン 8. ブルー・トマトマン 9. トマトにほほよせて... 10. トマトハウスII 11. ふたりと風と蛍 12. 広次への想い 13. 雷鳴～エンドタイトル～ | 富士キネマ        | CD     | FJCM-17    |

井上堯之バンド（1997年～）
- 『井上堯之バンド』（1997年3月5日、EMIミュージック・ジャパン TOCT-4071）

1. デイズ・オブ・ブルース
2. 流れ坂七人のテーマ
3. 奴等のロックン・ロール

- 『映画「傷だらけの天使」音楽集』（1997年4月28日、EMIミュージック・ジャパン TOCT-9866）

1. モーション〜奴等のロックン・ロール
2. 満と久
3. デイズ・オブ・ブルース（サントラ・ヴァージョン1）
4. 危ないワーク
5. 寒いっすか？
6. 嫌でもやるっきゃない
7. 満のブギウギ
8. 満と蛍
9. レスラー
10. デイズ・オブ・ブルース（サントラ・ヴァージョン2）
11. サヨナラ・バラード
12. 蛍、母に向かって歩く
13. 奴等のロックン・ロール
14. 競馬ごっこ
15. さらば、蛍
16. 殺し屋が追ってくる
17. 奴等の絆
18. サヨナラ・バラード（ロング・ヴァージョン）
19. ラン・イン・ザ・スノー
20. 青空さよなら
21. 奴等のロックン・ロール（シングル・ヴァージョン）
22. 青空さよなら（カラオケ）

- 『BE A COWBOY』（1997年）非売品
BE A COWBOY

井上堯之 MINDLESS JOHN TRIO
- 『Feelingly』（2007年7月25日、ティーズファクトリー XQCM-1201）

1. 流浪の民
2. 朝に祈る
3. SAWA・水辺にて
4. BACK TO BACK
5. 魂の約束
6. 愚か者
7. 小鳥たち
8. 至高の対話
9. 希望
10. 子猫のポルカ
11. 街角、パントマイマー
12. 三姉妹の愛はどこに
13. ギターレクイエム

井上堯之 and MegKozMarie Guest Tenor 江端智哉
- 『WHITE LINE』（2008年6月4日）

1. 自律の祈り
2. 自律の祈り（solo 江端智哉）
3. あなたの愛
4. 手ぶらが一番
5. 自律の祈り（Chorus Version）
6. あなたの愛（Orch）

EnTRANS (ヒダノ修一・井上堯之・ミッキー吉野・鳴瀬喜博)
- 『We,Us』（2009年7月3日）

Disc 1「Live at YCC (2008.12.13)」
1. Gateway to the Dragon～New Beat
2. こきりこ節 (富山県民謡)
3. Boston After Dark
4. Days of Blues
5. GANKE
6. 竹田の子守唄 (京都府民謡)
7. ばてれん (ゲスト：浅野孝己)
8. We,Us

Disc 2「Live Best 2001～2008」
1. Home Sweet Home
2. Miracle
3. Mississippi Bay
4. Just at the right time
5. 目玉
6. KISARA
7. The Birth of Odyssey～Monkey Magic
8. We,Us
9. ばてれん (スペシャル・ゲスト：John “JR” Robinson)

## 作品

### 楽曲提供
※は背景音楽担当
- 本気で君だけを （1970年） - ザ・スパイダース
- 生きてゆけない （1971年） - アラン・メリル
- 花・太陽・雨 （1971年） - PYG
- 自由に歩いて愛して （1971年） - PYG
- ちんちん電車 （1976年） - 井上順
- おかあさんといっしょ （1977年） ※
- 十字路 （1978年） ※
- 愛してクレイジー （1982年） - 中原理恵
- ファイト! （1983年） - 中島みゆき ※
- クイズ!!ひらめきパスワード （1985年） ※
- ミュージカル プレゾン"ミステリー"抜粋- 少年隊
- 愚か者 （1987年） - 萩原健一//近藤真彦
- さすらい （1987年） - 近藤真彦
  - 反逆の華（「さすらい」のB面／1987年） - 近藤真彦
- 相聞歌 （1994年） - 宇崎竜童 & RUコネクション with 井上堯之

### 映画音楽
- 青春の蹉跌（1974年）
- 蔵王絶唱（1974年）
- 炎の肖像（1974年）※共作者:大野克夫
- 雨のアムステルダム（1975年）
- アフリカの光（1975年）
- ピーターソンの鳥（1976年）※共作者:大野克夫、大野真澄
- 野性号の航海　翔べ　怪鳥モアのように（1978年）※メイン･テーマ「終りのない旅 (ENDLESS WAY )」
- 太陽を盗んだ男（1979年）
- 神様なぜ愛にも国境があるの（1979年）
- 戦国自衛隊（1979年）※挿入歌「ENDLESS WAY」と「DREAMER」のみ
- あしたのジョー２（1981年）※共作者:荒木一郎
- 遠雷（1981年）
- ダイアモンドは傷つかない（1982年）
- 居酒屋兆治（1983年）
- カポネ大いに泣く（1985年）
- 瀬降り物語（1985年）※共作者:速水清司
- 恋文（1985年）
- 火宅の人（1986年）※第10回日本アカデミー賞で最優秀音楽賞を受賞。歌：さがよし子
- 離婚しない女（1986年）
- 華の乱（1988年）
- パンダ物語　熊猫的故事（1988年）
- 結婚（1993年）※「陣内･原田御両家篇」のみ
- とられてたまるか!?（1994年）
- イルカに逢える日（1994年）
- 美味しんぼ（1996年）
- 猫の息子（1997年）※主題歌のみ
- 傷だらけの天使（1997年）
- 愚か者　傷だらけの天使（1998年）

### ドラマ音楽
- 太陽にほえろ!（1972年～1986年、日本テレビ・東宝）
- 傷だらけの天使（1974年～1975年、日本テレビ・東宝）
- 寺内貫太郎一家（1974年、TBS）
- 寺内貫太郎一家2（1975年）
- 悪魔のようなあいつ（1975年、TBS）
- あなただけ今晩は（1975年）
- 前略おふくろ様（1975年-1977年、日本テレビ）
- 毛糸の指輪（1977年、NHK）
- 十字路（1978年）
- 不毛地帯（1979年、毎日放送制作）
- 露玉の首飾り（1979年）
- 女、その愛と別れ（1981年）
- 盗写1/250秒（1985年）
- ベスト・フレンド 「人間交差点」より（1987年）
- 殿様ごっこ（1988年）
- 逃げて逃げて…（1988年）
- あなたが欲しい（1989年）
- マドンナは春風にのって（1990年、NHK）
- 豊臣秀吉 天下を獲る!（1995年）
- 妻の恋（1995年）
- さむらい探偵事件簿（1996年）
- 流れ板七人（1997年）

## 出演
映画
- 僕は天使ぢゃないよ
- ザ・ゴールデン・カップス ワンモアタイム
- 呉清源〜極みの棋譜〜
- 愚か者 傷だらけの天使
- カーテンコール

テレビ番組
- TV音楽館（1984年10月～1986年3月 - 毎日放送）

ラジオ
- Lo-D ライブコンサート（FM東京）
- MOJO WEST MUSIC SELECTION 井上堯之「人生っていいもんだ」（2006年10月 - 、α-station

## 著書
- ミュージシャンをめざすキミへ―ぼくが語ろう1（1979年、CBS・ソニー出版）
- CDで楽しくレッスン! ギター入門 ISBN 4-391-12889-6
- スパイダースありがとう! （主婦と生活社） ISBN 4-391-13025-4